# Season of the Witch (1973)
Season of the Witch (en España: La Estación de la Bruja), también conocida como Jack's Wife o Hungry Wives, es una película estadounidense de 1972 escrita y dirigida por George A. Romero.

## Sinopsis
Joan Mitchell tiene 39 años y está casada con un hombre de negocios. El matrimonio vive en los suburbios de Pittsburgh con su hija de 19 años Nikki: Joan es infeliz y se aburre como ama de casa. Jack es un hombre ocupado, dominante, violento y realiza largos viajes todas las semanas. 
Joan y sus amigas quieren saber más de Marion Hamilton una nueva vecina del barrio. Una noche van a la casa de Marion para que les eche las cartas y descubren que es la líder de un grupo de brujería. Poco a poco Joan irá introduciéndose en las artes satánicas y la magia negra. Tras tener una relación sexual informal con el amante de su hija adolescente, una criatura demoníaca comenzará a acosarla sexualmente.

## Reparto
- Jan White - Joan Mitchell
- Raymond Laine - Greeg
- Ann Muffly - Shirley
- Virginia Greenwald - Marion Hamilton
- Joedda MacClain - Nikki
- Bill Thunhurts - Jack Mitchell

## Producción

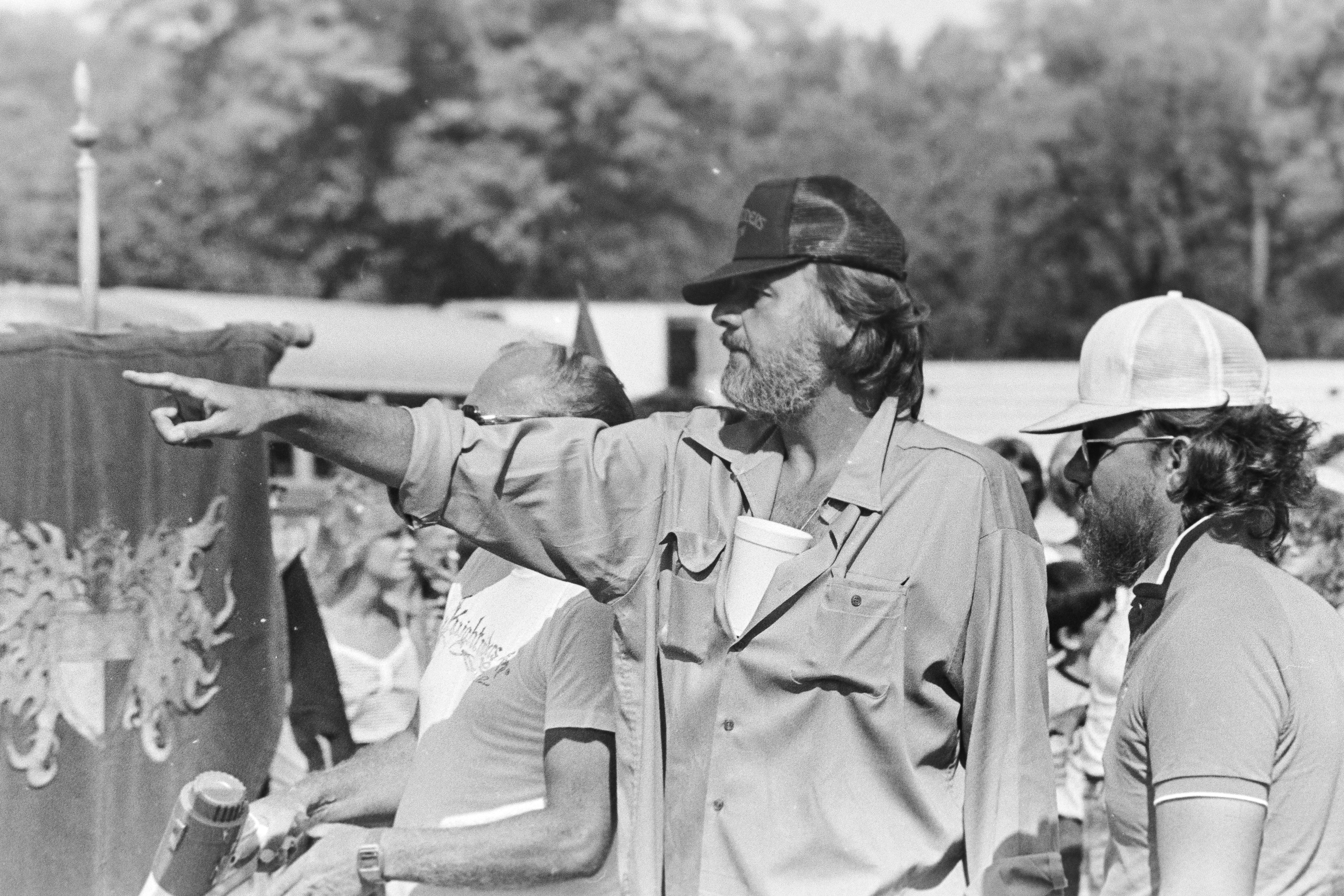
El director George A. Romero

George A. Romero tuvo la idea de hacer una película basada en la brujería después de leer varios libros sobre el tema para un proyecto diferente. Mientras trabajaba en un canal de televisión pública de Pittsburg Romero también se dio cuenta de que allí existía un fuerte movimiento feminista aspecto que también sirvió para integrarlo en la trama de la película. No en vano el realizador la calificó como "mi película feminista".
Originalmente la película se titulaba Jack’s Wife pero la distribuidora realizó cortes en algunas escenas y le cambió el nombre por Hungry Wives (Esposas hambrientas) promocionándola como una película con bajos contenidos de pornografía. La película no logró encontrar público en su versión inicial y volvió a ser exhibida en 1973 con el título definitivo Season of the Witch.

## Recepción
En 1980 Vincent Canby hizo una crítica bastante negativa de Season of the Witch en The New York Times, diciendo que «tiene el aspecto sórdido de una película porno, pero sin ninguna clase de acción pornográfica. Todo en esta película, incluso el reparto, parece de segunda mano» (12 de diciembre de 1980). En FilmAffinity, con 264 votos, obtiene una puntuación de 4,3 sobre 10. IMDb le otorga una puntuación de 5,5 sobre 10 calculada con 2.305 valoraciones. En Metacritic la película obtiene una puntuación de 40 sobre 100 basada en 4 críticas profesionales.

"Esta película combina un tanto al azar brujería, feminismo y angustia suburbana en un conjunto espeluznante que es fascinante pero no del todo exitoso."
TVGuide (Metacritic) 